# Лакараву

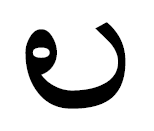
Лакараву

Лакараву (ಲಕಾರವು) — ла, 41-я буква алфавита каннада, обозначает звонкий альвеолярный латеральный аппроксимант, омоглиф и синоглиф телугуанской буквы лакараму. Лигатура лла — ಲ್ಲ.

## В грамматике
- ಲು (лу) — окончание словарной формы глаголов.
- -ಅಲ್ಲಿ (алли) — окончание локатива, седьмого падежа (саптами вибхакти).

Подписная буква «ла»:

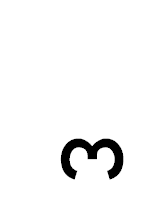
Лаотту
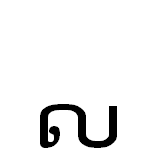
Тьенг ло (кхмерский)
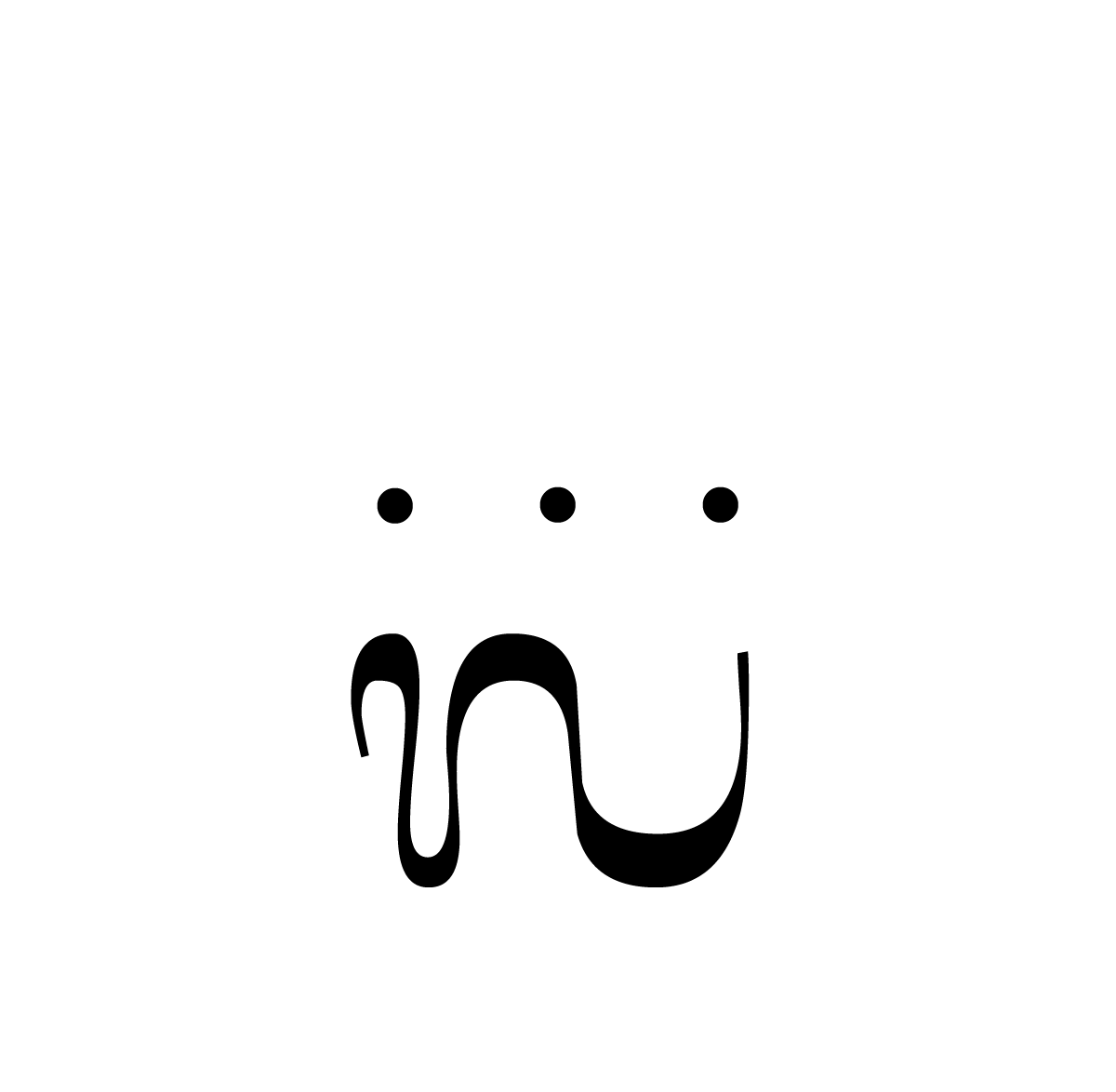
Гантунган ла (балийский)